# ガニガン・ロペス
ガニガン・ロペス（Ganigan Lopez、1981年11月12日 - ）は、メキシコの男性プロボクサー。メヒコ州アメカメカ出身。元WBC世界ライトフライ級王者。手数の多さとフックを武器にする選手で、現役の準公務員という異色の経歴を持っている。

## 来歴
2003年8月7日、ミニマム級のウェイトでプロデビューを果たし4回判定勝ちを収めデビュー戦を白星で飾った。
2005年7月14日、アンヘル・レザーゴと対戦し、6回TKO勝ちを収めた。
2006年3月18日、マナグアでファン・パラシオスと対戦し、10回0-3の判定負けを喫した。
2007年4月7日、日本のリングに初登場。後楽園ホールでウィーサン・ソー・スチャンヤと対戦し、7回1分5秒TKO勝ちを収めた。
2007年7月27日、ビセンテ・エルナンデスとWBCラテンアメリカミニマム級王座決定戦を行い、9回1分45秒TKO勝ちを収め王座獲得に成功した。
2008年5月14日、ビセンテ・エルナンデスと再戦し、6回TKO勝ちでWBCラテンアメリカ王座の初防衛に成功した。
2008年7月24日、ファン・デ・ディオス・ゴメスと対戦し、3回TKO勝ちを収めWBCラテンアメリカ王座の2度目の防衛に成功した。
2009年3月21日、ホセ・アルフレド・スニガと対戦し、12回1-2(116-112、113-114、113-115)の判定負けを喫しWBCラテンアメリカ王座の3度目の防衛に失敗、王座から陥落した。
2009年7月21日、ホセ・アルフレド・スニガとCABOFEライトフライ級王座決定戦を行い、3回2分51秒TKO勝ちを収め4ヵ月ぶりの再戦で雪辱を果たすと共に王座獲得に成功した。
2010年2月27日、アドリアン・エルナンデスと対戦し、10回1-2(96-95、94-96、93-97)の判定負けを喫した。
2010年5月29日、WBCラテンアメリカライトフライ級王者ゲラルド・ピノンと対戦し、11回TKO勝ちを収め王座獲得に成功した。
2010年8月24日、オマール・ソトとWBC世界ミニマム級シルバー王座決定戦を行い、12回3-0(118-111、117-110、116-112)の判定勝ちを収め王座獲得に成功した。
2011年1月8日、大関一郎のリングネームで日本で戦っていたアルマンド・トーレスと対戦し、12回判定勝ちを収めWBCシルバー王座の初防衛に成功した。
2011年5月21日、オマール・ロサレスと対戦し、7回49秒TKO勝ちを収めWBCシルバー王座の2度目の防衛に成功した。
2012年5月19日、デンバー・クエリョと対戦し、プロ初のKO負けとなる2回2分37秒TKO負けを喫しWBCシルバー王座の3度目の防衛に失敗、王座から陥落した。
2012年11月17日、ルイス・セハとWBF世界ライトフライ級王座決定戦を行い、12回3-0（117-111×2、118-110）の判定勝ちを収め王座獲得に成功した。
2013年8月24日、マテオ・ハンディグとWBC全米ライトフライ級王座決定戦を行い、12回3-0（116-112×2、118-110）の判定勝ちを収め王座獲得に成功した。
2014年1月24日、元IBF世界ミニマム級王者マリオ・ロドリゲスとWBCインターナショナルライトフライ級王座決定戦を行い、12回3-0（120-109、119-110、118-110）の判定勝ちを収め王座獲得に成功した。
2015年7月4日、シナロア州マサトランのセントロ・デ・ウソス・ムルティプレスでWBC世界ライトフライ級王者ペドロ・ゲバラと対戦し、12回0-3（112-116×2、111-117)の判定負けを喫し王座獲得に失敗した。
2015年10月30日、WBCラテンアメリカフライ級王者ファン・ルイス・ロペスと対戦し、4回1分36秒TKO勝ちを収め王座獲得に成功した。
2016年3月4日、京都市の島津アリーナ京都で前王者ゲバラのオプション挑戦者としてWBC世界ライトフライ級王者木村悠と対戦し、12回2-0（114-114、118-110、119-110）の判定勝ちを収め王座獲得に成功した。
2016年4月13日、WBCはロペスを2016年4月度の月間MVPに選出した。
2016年7月2日、メキシコシティのアレナ・コリセオでWBC世界ライトフライ級1位でOPBF東洋太平洋ライトフライ級王者のジョナサン・タコニングと指名試合を行い、12回3-0（115-112、118-109、119-109）の判定勝ちを収め、初防衛に成功した。
2016年7月12日、WBCは最新ランキングを発表し、ロペスをWBCの2016年7月度の月間MVPに選出した。
2016年10月15日、ペドロ・ゲバラと防衛戦を行う予定だったが、ロペスがふくらはぎを負傷して中止となった。
2017年5月20日、有明コロシアムでWBC世界ライトフライ級4位の拳四朗と対戦し、12回0-2（113-115×2、114-114）の判定負けを喫し2度目の防衛に失敗、王座から陥落した。
2017年6月8日、WBCはロペスをWBC世界ライトフライ級2位にランクインした。
2018年5月25日、大田区総合体育館にて、WBC世界ライトフライ級王者の拳四朗と対戦し、2回1分58秒KO負けを喫し、約1年ぶりの王座返り咲きに失敗した。

## 獲得タイトル
- WBCラテンアメリカミニマム級王座
- WBC世界ミニマム級シルバー王座
- CABOFEライトフライ級王座
- WBF世界ライトフライ級王座
- WBC全米ライトフライ級王座
- WBCインターナショナルライトフライ級王座
- WBCラテンアメリカフライ級王座
- WBC世界ライトフライ級王座（防衛1）